# Martin Vingron
Martin Vingron (né le 5 octobre 1961 à Vienne) est un mathématicien autrichien travaillant dans les domaines de la bio-informatique et de la biologie computationnelle. En 2000, il devient directeur de l'Institut Max-Planck de génétique moléculaire, ; depuis 2017, Alexander Meissner est directeur exécutif.

## Éducation
Vingron grandit à Vienne et obtient son diplôme de mathématiques à l'université de Vienne en 1985. Plus tard, il étudie à l'université de Heidelberg et au Laboratoire européen de biologie moléculaire, obtenant son Dr. rer. nat. (équivalent d'un doctorat) en mathématiques appliquées en 1991. Sa thèse porte sur les applications de l'alignement de séquences multiples en biologie moléculaire.

## Travail et recherche
De 1995 à 2000, Vingron est directeur de la division de bioinformatique théorique au Centre allemand de recherche sur le cancer. Depuis 2000, il est directeur de l'Institut Max-Planck de génétique moléculaire. En 2006, il est directeur à temps partiel du CAS-MPG Partner Institute for Computational Biology à Shanghai, en Chine.
Les premiers travaux de Vingron se concentrent sur l'alignement de séquences multiples, les séquences de protéines, la comparaison de séquences et l'évolution moléculaire. Plus tard, il se concentre sur le traitement et l'analyse mathématique des puces à ADN. Plus récemment, ses recherches explorent des méthodes d'utilisation des données d'expression génique dans la découverte des mécanismes de régulation des gènes.
Vingron est également membre du comité directeur de la conférence Research in Computational Molecular Biology (RECOMB).
En 2001, Vingron devient professeur honoraire à l'université libre de Berlin. En 2004, avec Eugene Myers, Vingron reçoit le prix de recherche Max-Planck pour la coopération internationale en bioinformatique. Il est également élu membre de l'Académie allemande des sciences Leopoldina en 2004. En 2012, Vingron est élu membre de l'International Society for Computational Biology.